# Adorján János (kézilabdázó)
Adorján János (Budapest, 1938. január 30. – 1995. december 15.) magyar kézilabdázó, olimpikon, edző.

## Élete
Kezdetben, 1953–1957 között a VL Férfiruhagyár, majd 1958-tól 1972-ig a Budapesti Honvéd kézilabda játékosa volt. Az 1973–74-es szezonban a Volán SC, 1975–1977-ben Vasas sportolójaként játszott. 1978-tól 1982-ig a Kuvaiti férfi kézilabda-válogatott, 1983-tól öt évig a Budapesti Spartacusnál játszott. 1985–1988 között a magyar válogatott másodedzője volt Mocsai Lajos mellett. 1988-tól Izraelben szövetségi kapitány, majd BHG SE női kézilabdázóit irányította. A BHG-s csapat 1995-ben kiesett az NB I.-ből; májusban Adorján betegszabadságra ment, év végén pedig elhunyt.
A Testnevelési Főiskola kézilabda-szakedzői szakát végezte el 1976–1977 és 1983–1984 között.
1962-ben nősült, felesége Glózer Margit, gyermekei: János (1963) és Gábor (1966).

## Eredményei
- 1958-tól 1972-ig 144-szer játszott a magyar válogatottban, melynek kulcsembere volt.
- 1966-ban részt vett a BEK-döntőben
- Három világbajnokságon vett részt (1964, 1967, 1970)
- Az 1972. évi nyári olimpiai játékokon (München) a 8. helyezést elérő magyar csapat tagja volt.[5]